# Bill Homeier
Bill Homeier (Rock Island, 31 augustus 1918 - Houston, Texas, 5 mei 2001) was een Amerikaans Formule 1-coureur. Hij reed 3 Grands Prix, de Indianapolis 500 van 1954, 1955 en 1960 en scoorde daarin 1 punt.